# Speciale Vlo
Speciale Vlo is een bier gebrouwen door Brouwerij 't IJ te Amsterdam. Het bier wordt gebrouwen in opdracht van de Bierkoning in Amsterdam. Speciale Vlo is een amberkleurig hoppig bier van 7% dat is gekruid met korianderzaad. Tijdens de Brussels Beer Challenge 2012 heeft het bier de zilveren medaille gekregen in de categorie Herb & Spice.